# Dominik Savio
Sveti Dominik Savio (tal. Domenico Savio), rođen kao Domenico Savio Gaiato (San Giovanni, Riva, 2. travnja 1842. − Mondonio, 9. ožujka 1857.) bio je talijanski katolički laik i svetac Katoličke Crkve. Jedan je od najmlađih katoličkih svetaca koji nije bio mučenik. Bio je učenik sv. Ivana Bosca. Zaštitnik je ministranata, djece, prvopričesnika, učenika, mladih, nepravedno optuženih, nerotkinja, trudnica i porođenika. Spomendan mu je 6. svibnja.

## Životopis
Rodio se u Italiji 1842. Od ranog je djetinjstva iskazivao veliku pobožnost. S pet godina postao je ministrantom. Svetoj Pričesti pristupio je kao sedmogodišnjak.
Za boravka u školi učinio je djelo zbog čega ga se uzima za zaštitnika nepravedno optuženih. To je bilo kad su jedne zime dvojica dječaka napunila školsku peć snijegom i gnojivom. Ta su dvojica pred učiteljem optužila Dominika za to. Bio je kažnjen pred cijelim razredom, no Dominik nije rekao tko su pravi krivci. Poslije se doznalo što je bila istina. Kad je svećenik-učitelj Savia pitao zašto nije rekao da je nevin, izjavio je da je "nasljedovao našeg Gospodina koji je šutio dok su ga optuživali i razapinjali."
Kao dvanaestogodišnjak 1854. pošao je u školu koju je vodio sveti Ivan Bosco. U tri godine boravka u Boscovu oratoriju ostavio je značajan trag.
Devet mjeseci prije nego što je umro utemeljio je društvance Bezgrešne i sastavio mu pravila koja odaju duhovnu zrelost.
S 15 godina teško se razbolio i poslan je kući na liječenje. Zdravlje mu se još više pogoršalo te je umro u Mondoniju 9. ožujka 1857. Kuća i radionica njegovih roditelja još su danas dobro očuvani, naročito majki, koje se zahvaljuju njegovu zagovoru za sretan porođaj. 

## Kanonizacija
Godine 1908. pokrenut je postupak za beatifikaciju. Krajem listopada 1914. tijelo mu je preneseno u baziliku Marije Pomoćnice u Torinu. Godine 1933. papa Pio XI. ga je proglasio časnim Slugom Božjim (Veneratus). Papa Pio XII. proglasio ga je 1950. blaženim i poslije svecem, na 12. lipnja 1954.

## Štovanje
Do Drugoga vatikanskog sabora svetkovao se 9. ožujka, a nakon njega, na želju salezijanaca, 6. svibnja.
Župa u naselju Kolonija u Slavonskom Brodu nosi njegovo ime.

## Gesla
»Radije smrt, nego grijeh!«
»Ako ne vidiš ništa loše (u ružnim stvarima) onda je još gore. To znači da si se navikao da gledaš sramotne stvari i da si duboko zaglibio u zlo!«
»Moji će prijatelji biti Isus i Marija.«

## Vanjske poveznice
- Sveti Ivan don Bosco: Sveti Dominik Savio - svetac mladih, Valpovo, 2014.  Arhivirana inačica izvorne stranice od 27. svibnja 2015. (Wayback Machine)
- Župa Vela Luka  Arhivirana inačica izvorne stranice od 21. listopada 2013. (Wayback Machine)
- Katolici na internetu  Arhivirana inačica izvorne stranice od 18. ožujka 2013. (Wayback Machine)